# Čapkův most
Čapkův most je tříobloukový železobetonový most místní komunikace přes řeku Malši na říčním km 14,9 a spojuje jádro obce Doudleby s její místní částí Straňany. Silnice III/15530 končí těsně před mostem, přímo do samotných Doudleb tak žádná silnice nevede (původně však byl most popisován jako součást této silnice pod číslem 15530-1). Most byl v roce 1988 podle zákona platného do roku 1987 zapsán jako kulturní památka, v roce 2020 byl tento zápis jako neplatný anulován a Památkový katalog poté vychází z fikce, že most byl kulturní památkou v letech 1958–1987, přestože v té době nebyl ve státním rejstříku zapsán.

## Historie

### Původní lávka
Původně zde byla dřevěná lávka na třech zděných pilířích, která špatně odolávala jarním povodním. Na lávku navazovaly schody, pohyb po lávce byl možný jen pro pěší nebo s malým vozíkem. Níže po proudu se nacházel ještě brod, ten však býval kvůli vodnímu stavu mnohdy několik dní nebo třeba i měsíc neschůdný a nesjízdný. Na vrchní části středního pilíře byl vytesán letopočet 1790. Na pilíři stál opracovaný sloup o výšce asi 2,2 metru na němž stávala malá kaplička se soškou sv. Jana Nepomuckého, která byla neznámo kdy stržena povozem se slámou sražena do řeky, takže na pilíři zůstal jen sloup. Lávce lidé říkali Železná kráva, protože každý rok šly na její neustálé opravy nemalé částky.

### Snahy před založením spolku
V roce 1868 podalo zastupitelstvo obce na zemský výbor žádost o povolení stavby mostu. Náklady měl podle žádosti uhradit okresní fond, protože obec byla chudá. Také očekávala příspěvek od pana Buteníčka, českobudějovického obchodníka se dřevem, který prohloubil brod kvůli své plavbě dřeva. Starosta obce Jan Šejhar nechal za vlastní peníze vypracovat ing. Lölou plán na stavbu mostu. Návrh byl zemským výborem zamítnut. 19. května 1871 podal bývalý starosta k c. a k. krajskému soudu žalobu proti obecnímu úřadu v Doudlebech, jíž se domáhal zaplacení nákladů za vypracování plánů k mostu ve výši 47 zlatých a 18 krejcarů a úrokem s prodlení za tři roky ve výši čtyř procent.
V roce 1873 podal doudlebský farář František Kupeček farní svědectví, že stavba mostu je neodkladná a velmi potřebná. Argumentoval nebezpečností překonávání vodního toku v době povodní, omezením kontaktu Doudleb s Třeboní a Českými Budějovicemi a hospodářskými problémy vyplývajícími z toho, že většina obyvatel měla zemědělské pozemky na druhé straně řeky, dále zmiňuje obtíže při zajišťování duchovní správy a nebezpečnost návštěvy školy v době povodní, a připomíná jedno úmrtí.
10. prosince 1899 požádala obec knížete Adolfa Josefa Schwarzenberga o dar dřeva na stavbu mostu, který měl nahradit opět strženou lávku. Žádost byla 13. ledna 1900 zamítnuta s tím, že stavba i údržba trvalého mostu by byla příliš nákladná a most by byl povodněmi a plovoucími krami opakovaně ohrožován. Místo toho kancelář navrhovala zřídit přívoz, na nějž by kancelář byla ochotna příspět. V roce 1904 však knížecí kancelář žádosti o dřevo vyhověla a poskytla čtyři kmeny.

### Založení spolku
V roce 1905 se stavěla okresní silnice z Českých Budějovic přes Plav a kolem Doudleb do Římova, aktuální stavební etapa však zatím končila v Plavu. Byla tedy vhodná doba požádat o stavbu nového mostu jako přípojky k nové silnici. V roce 1905 založili občané Doudleb a Straňan Spolek pro zbudování mostu přes Malši v Doudlebech, do kterého pravidelně odváděli finanční příspěvky, základní příspěvek byl 67 korun. Spolek měl 44 členů. Podle stanov existovalo podle výše příspěvku 5 úrovní členství: člen čestný, zakládající, skutečný, činný a přispívající: ze 44 členů byli 2 zakládající, 31 činných a 11 přispívajících. Spolek se také zabýval propagací a popularizací Doudleb a jejich historie a zajímavostí, vedle schůzí a přednášek požádal i vycházky po okolí či hudební a taneční zábavy, které spojil s finančními sbírkami, vydával pohlednice a rozesílal okolním obcím, městům, firmám a velkostatkům žádosti o subvence. Podle stanov měl spolek zaniknout po dosažení svého cíle, což byl stavba mostu. Přesto však existoval až do roku 1937, kdy byla poslední valná hromada.
Předsedou spolku byl poštovní úředník a později archivář František Miroslav Čapek (1873–1946) z Českých Budějovic. V Doudlebech měl letní byt v domě č. 49 a zakoupil zde pozemek na kopci, který se dodnes jmenuje Čapák. V roce 1906 byl jmenován čestným občanem obce. Díky svému vlivu získal finanční podporu státní správy.
Na mimořádné valné hromadě 10. prosince 1905 se projednávala i odpověď knížecí kanceláře z Třeboně, která byla ochotna přispět na most 500 korun, ale za podmínky, že by most stál na místě dosavadní dřevěné lávky na druhé straně ostrohu (U Žočků) a že by polovinu dotace obec dostala až po zkolaudování mostu. Spolek tuto nabídku zamítl.

### Projekt železného mostu
Na řádné valné hromadě 16. června 1907 předseda spolku oznámil, že zadal projekt na stavbu železného mostu firmě Pfeffermann a Mysliveček, která si za něj naúčtovala 350 korun. Na základě tohoto projektu zažádal spolek o subvence zemský výbor a místodržitelství v Praze o subvence, 27. dubna 1908 jeli představitelé spolku do Prahy podpořit své žádosti osobním jednáním. Nakonec místodržitelství se zemským výborem podmínili výši svého příspěvku výší okresní subvence. V okresní správě však převažovali občané německé národnosti, kteří byli podpoře čistě českého spolku málo nakloněni. Spolek dostal na okresní správě pouze příslib, že se subvencí budou zabývat, až bude obnovena výstavba okresní silnice z Plavu a dostavěn most v Boršově.

### Bukovského projekt železobetonového mostu
V roce 1913 byl postaven nový železobetonový most v Besednicích na základě činnosti tamního spolku, který založil rovněž F. M. Čapek. Se začátkem první světové války byly veřejné finanční prostředky primárně přesměrovány na vojsko, přesto se podařilo v roce 1916 dostavět most v Boršově.
V roce 1917 byli na valné hromadě spolku přítomní i ing. Procházka jako zástupce hraběte Buquoye a prof. Ing. Vávra z Českých Budějovic, kteří měli obhlédnout místo stavby. Ing. Vávra navrh postavit místo železného mostu most železobetonový, který by byl také asi o 15 % levnější. Ing. Procházka byl přijat za člena spolku. 5. května 1918 se valná hromada usnesla, že po skončení války začne opět žádat o subvence. V září komise pod vedením ing. Bukovského rozhodla, že bude vypracován nový projekt na stavbu mostu, a to železobetonového. Ing. Bukovský vypracoval projekt mostu, který měl stát pod jezem a měl navazovat na silnici s Plavu do Římova, která se začala stavět. Rozpočet však činil přes milion korun a spolek měl zatím našetřeno jen 3750 korun, subvence od státu byly nereálné. Vzhledem k tomu, že na stavby okresních sinic a mostů se peníze našly a začala se stavět i okresní silnice z Českých Budějovic na Střížov, spolek začal nově argumentovat i tím, že by most byl důležitý jako spojnice obou okresních silnic. Předsedovi spolku se podařilo získat podporu vládního rady Ing. Jindřicha Mareše, přednosty mostního oddělení v zemské správní komisi v Praze. V letech 1919–1924 byla činnost spolku utlumena a nekonala se žádná valná hromada, ač podle stanov se měla konat každoročně.

### Nabídka odkupu mostu z Hradce Králové
Dne 10. května 1925 valná hromada spolku projednávala návrh okresní správní komise, která spolku nabídla 30 let starý železný most z Hradce Králové za 28 380 korun (60 korun za metrický cent hmotnosti mostu). Spolek v té době měl našetřeno 11 373,75 korun. Vládní rada Mareš předsedovi spolku navrhl nabídku odmítnout s tím, že most je starý a doprava by byla komplikovaná, a navrhl buď postavit nový železobetonový most, nebo počkat na vhodnější nabídku odprodeje jiného mostu. Valná hromada odsouhlasila stavbu nového, železobetonového mostu. Spolek zaslal zemskému výboru k posouzení a případnému přepracování podle aktuálních norem projekt ing. Bukovského z roku 1919, a že pokud by mezitím byl prodáván Dlouhý most z Českých Budějovic, obec o něj bude usilovat. Zároveň byla vyhlášena velká finanční sbírka. S pomocí této sbírky a odkazu ze závěti člena spolku ing. Dvořáka bylo jmění spolku navýšeno na 50 tisíc korun a dalších 50 tisíc korun přispěla ze svého rozpočtu obec Doudleby-Straňany.

### Hartův projekt železobetonového mostu
V srpnu 1925 byla v celých Čechách povodeň a v Doudlebech zničila jak dřevěnou lávku u Žočků na severní straně ostrohu, tak podemlela pilíř malého dřevěného mostu mezi Doudleby a Straňany. Stavební komise potvrdila, že stav mostu je katastrofální a musí se okamžitě řešit. 6. prosince 1925 se konala valná hromada spolku za účasti významných poslanců, představitelů politických stran, zástupců okresů a jihočeského národohospodářského sboru. Všichni se shodli, že stav mostku je neudržitelný a nebezpečný, a vyjádřili místním občanům politování. Poté se konalo ještě několik menších podobných schůzí a záležitost se dostala do povědomí politiků. Předseda spolku získal podporu dalších klíčových státních úředníků. Na valné hromadě spolku 28. března 1926 prof. ing. Brunclík přednesl závěry svého týmu odborníků, že oprava lávky by stála 60 tisíc korun a lávka by ani nadále nebyla jistá proti každoročním povodním. Spolku nabídly pomoc Národohospodářský sbor jihočeský a Technicko-hospodářská jednota.
Na přelomu let 1926 a 1927 vypracovalo technické oddělení zemského výboru nový projekt, podle kterého měl most stát nad jezem, nikoliv pod jezem, kam ho projektoval ing. Bukovský. Nový projekt vypracoval Ing. Josef Hart ve spolupráci s vrchním radou českobudějovického okresu, Ing. Františkem Jerhotem. Nový projekt byl dokonalejší, vznosnější a i levnější. Spolek opět pořádal finanční sbírky a rozesílal žádosti o subvence státní, zemské i okresní. Celkem bylo pro stavbu mostu do roku 1930 získáno 820 000 korun subvencí, z toho státní subvence byly vyčerpány ve výši 450 000 Kč, zemské subvence ve výši 270 000 Kč a okresní ve výši 100 000 Kč.
2. června 1927 zemský výbor zaslal spolku detailní generální projekt, v září 1927 byla dokončena vodoprávní řízení.

### Výstavba
Na podzim 1927 byla vypsána soutěž na stavbu mostu s rozpočtem 800 tisíc až 1 milion korun, přihlásilo se 8 firem a vybrána byla firma Bubla a spol. z Horažďovic, která předložila projekt stavby s náklady 795 tisíc korun. Na valné hromadě 26. června 1927 předseda oznámil, že do 2 až 3 měsíců bude zahájena stavba mostu.
Na této schůzi radní Českých Budějovic, statkář a člen jihočeského vodohospodářského družstva Josef Träger navrhl, aby most byl most pojmenován podle Dr. Augusta Zátky, který měl velkou zásluhu na rozvoji jižních Čech. Ostatní členové spolku však nesouhlasili a usnesli se, že most se bude jmenovat po předsedovi spolku F. M. Čapkovi Čapkův most. Jako první toto označení použil užv roce 1926 náměstek okresního starosty František Kliment, když řekl „za nedlouho předán bude veřejnosti Čapkův most v Doudlebech“.
V červenci 1927 obec Doudleby odkoupila od Martina a Alžběty Palečkových chalupu čp. 29 ve Straňanech, aby ji zbourala, protože nové stavbě překážela. Chalupa byla velmi stará, nízká s malými okny, zčásti zděná, zčásti dřevěná s doškovou střechou, mnohokrát byla zatopena velkou vodou a od roku 1888 na ní byly zaznamenávány výšky povodní.
Stavba mostu byla předána firmě Bubla a spol. 23. ledna 1928. Stavba byla zahájena na masopustní pondělí 20. března 1928. Podle některých podání na protějším břehu musela být pokácena veliká lípa, ve skutečnosti šlo naopak o mladou Lípu svobody, která nebyla pokácena, ale přesazena na náves do Straňan na místo bývalého rybníčku. Stavební práce začaly návozem nářadí a vyhrabáváním písku z řeky, 4. května začalo betonování základů pilířů, které byly 4 až 8 metrů hluboké až na skalní podloží. 25.–27. května stavbu vyrušila povodeň. 16. července začala betonáž skruží, 24. srpna bylo za přítomnosti komise spuštěno lešení. 2. září začalo navážení náspů mostu na doudlebské straně, koncem října na straňanské straně. Kaplička se sochou sv. Jana Nepomuckého u doudlebské fary byla 3. října přenesena z náspu před farou, koncem října pak byla kovárna a hasičské skladiště na straňanské straně a postaveny o kus jinde. 11. října byla dokončena betonáž chodníků a výplně mostu.
V neděli 14. října 1928 se konala slavnost uložení pamětního spisu do mostu. Pamětní spisy byly do mostu zabetonovány v měděné schránce. Na pilíři je vyznačen letopočet 1928, přestože most byl dokončen až následujícího roku, avšak byl stavěn na počest desátého výročí vzniku Československa. Podle obecní kroniky jsou za letopočtem ukryté kovové pouzdro, kde jsou uloženy dobové písemnosti. Obecní kronikář se domnívá, že sté výročí mostu by bylo vhodnou příležitostí k jeho otevření.
Vrchní plocha mostu byla polepena asfaltovou plstí a natřena asfaltem. Na začátku prosince1928 bylo namontováno zábradlí a postaveny čtyři sloupy, na které později bylo umístěno osvětlení. Po dokončení náspu na straňanské straně byla na mostě postavena kolej, po které byly koňmi tahány na doudlebskou strnu vozíky se zeminou pro navážku. 20. prosince již bylo možné po mostě bez problémů přejít. Na přelomu let 1928 a 1929 napadlo půl metru sněhu, kvůli čemuž byly práce přerušeny, v únoru se pak přidaly extrémní mrazy,.
V listopadu 1928 započala také výstavba nového dřevěného mostu na severní straně ostrohu u Žočků v místech, kde po roce 2002 byla postavena Biaggiho lávka.
5. března 1929 byla stržena stará poškozená dřevěná lávka mezi Doudleby a Straňany. Na pravý pilíř nového mostu bylo ing. Hartem přeneseno ze středního pilíře staré lávky prkno s vodoměrnými značkami.
S pracemi na obou rozestavěných mostech se opět začalo až v posledním březnovém týdnu. Od 7. do 14. dubna 1929 byla dočasně povolena jízda povozů po novém betonovém mostě. 14. dubna 1929 byl kompletně dokončen a předán do provozu dřevěný most na severní straně ostrohu.
Na valné hromadě 23. července 1929 spolek převzal správu obou nových mostů a zavázal se dokončit kompletně vyúčtování. Obecní zastupitelstvo 10. srpna 1929 udělilo čestné občanství řadě osob, které se zasloužili o stavbu mostu, včetně sponzorů, několika úředníků a inženýrů včetně projektanta Harta, a stavitele Bubly.
Most byl slavnostně otevřen 25. srpna 1929, pojmenován po Čapkovi a byla na něj umístěna bronzová pamětní deska o velikosti 60×60 cm s textem: „Čapkův most. Postaven L. P. 1928 na paměť vznik čsl. státu, zásluhou Fr. Mirosl. Čapka a Jos. Burdy-Šejhla. Nákladem obcí Doudleby – Straňany za podpory státní, zemské a okresu č.budějovického podle návrhu zem. ing. Jos. Harta z Prahy, firmou Jindř. Bubla a spol. v Horažďovicích. Utrpením a vytrvalostí
v minulosti ke šťastné a radostné budoucnosti.“ Z pamětní desky musel být na počátku německé okupace vybroušen nápis, že byl most postaven na památku vzniku československého státu. Nápis byl obnoven kolem roku 1995.
Dne 26. srpna 1929 byl most otevřen veřejné dopravě. Dne 15. října 1929 se konala zatěžovací zkouška pomocí parního silničního válce značky Škoda a hmotnosti 18 tun. 29. listopadu 1929 se konala kolaudace mostu. Po úspěšné kolaudaci byl most spolkem předán do vlastnictví a správy okresu, současně bylo dohodnuto opravění obecní cesty ve Straňanech, která vede k mostu, a rovněž její předání okresu.

### Závěr činnosti spolku
Na výborových schůzích spolku v březnu 1932 byla schválena pokladní zpráva s bilancí nákladů za Čapkův most 1 049 590,56 korun a na dřevěný most „u Žočků“ 45 138,60 korun. Na výborové schůzi 5. srpna 1934 se výbor usnesl, že dokud se nevyřeší vlastnictví dřevěného mostu „u Žočků“, bude se o něj spolek starat, pokud jim budou stačit prostředky, a ihned schválil výplatu 600 korun ze spolkové pokladny na jeho opravu. Výbor se také rozhodl, že zaměstná jednoho dělníka, který očistí velký most a opraví drobné nedostatky, které na něm za pět let vznikly.
Na předposlední valné hromadě spolku 6. října 1935 starosta obce Josefa Vávra navrhl, aby spolek ze svých peněz financoval projekt silnice od Čapkova mostu přes Doudleby do Střížova, kde by se napojovala na okresní silnici z Českých Budějovic (tato spojka nikdy postavena nebyla).

### Novodobá správa, evidence a památková ochrana
Popis v Památkovém katalogu zmiňuje u most silniční evidenční číslo 15530-1, tedy jako součást silnice III/15530. Novější evidence však uvádí konec silnice III/15530 těsně před začátkem mostu, most není označen evidenčním číslem ani evidován v celostátní evidenci mostů. Údaje o zkrácení silnice a převodu mostu na obec však nejsou v dostupných textech o mostu zmíněny. Jako objednatel opravy mostu v roce 2003 (únor–srpen 2003, náklad 7 135 300 Kč) je však již uváděna obec Doudleby, nikoliv kraj.
Most byl v roce 1988 podle zákona platného do roku 1987 zapsán jako kulturní památka, v roce 2020 byl tento zápis jako neplatný anulován a Památkový katalog poté vychází z fikce, že most byl kulturní památkou v letech 1958–1987, přestože v té době nebyl ve státním rejstříku zapsán.

### Povodeň 2002 a oprava
Při povodni v srpnu roku 2002 byl most silně poškozen. Jeho obnovu z větší části financovala Evropská unie, lichtenštejnská vláda, lichtenštejnská obec Eschen, rakouské velvyslanectví v České republice a české velvyslanectví v Rakousku a firma E-ON Praha. Celkové náklady dosáhly 7 135 300 Kč. 13. září 2003 byl most předán do užívání. Na slavnostním otevření byli jako hosté rakouský velvyslanec v České republice Klas Daublebsky, český velvyslanec v Rakousku Jiří Gruša, hejtman Jihočeského kraje Jan Zahradník aj.
Níže po proudu se nachází ještě pěší lávka, na jejíž opravu přispěl motocyklový závodník Max Biaggi. Lávka dnes nese jeho jméno.

## Popis
Jedná se o železobetonový, tříobloukový most s dlouhým segmentově klenutým středním obloukem a malými postranními půlkruhovými oblouky. Má horní mostovku, dva návodní pilíře a dvě opěry s křídly. Most má délku přemostění 40,0 m, délku nosné konstrukce 60,0 m a celkovou délku 66,7 m, šířka mostu je 6,9 m.